# Beleg van Kamakura (1526)
Het Beleg van Kamakura vond plaats in december 1526. Satomi Sanetaka leidde de troepen van de Uesugi tegen de Hojo, die twee jaar eerder bij het beleg van Edo, het dorp Edo hadden veroverd op de Uesugi. De stad werd verdedigd door een aantal vazallen van Hojo Ujitsuna, waaronder leden van de Ito en de Ogasawara.
De troepen van de Uesugi brandden een groot deel van de stad plat, waaronder Tsurugaoka Hachiman-gū. Deze slag was een psychologisch verlies voor de Hojo, omdat de eerdere Hojo-clan, waar de latere Hojo hun naam van hadden overgenomen, op dezelfde locatie een slag hadden verloren die hun ondergang betekende.